# Rauenthalita
La rauenthalita és un mineral de la classe dels fosfats. Rep el nom per la vall de Rauenthal, a França, a prop de Sainte-Marie-aux-Mines, la seva localitat tipus.

## Característiques
La rauenthalita és un arsenat de fórmula química Ca₃(AsO₄)₂·10H₂O. Va ser aprovada com a espècie vàlida per l'Associació Mineralògica Internacional l'any 1964. Cristal·litza en el sistema triclínic. La seva duresa a l'escala de Mohs és 2.
Segons la classificació de Nickel-Strunz, la rauenthalita pertany a «02.CJ: Fosfats sense anions addicionals, amb H₂O, només amb cations de mida gran» juntament amb els següents minerals: estercorita, mundrabil·laïta, swaknoïta, nabafita, nastrofita, haidingerita, vladimirita, ferrarisita, machatschkiïta, faunouxita, brockita, grayita, rabdofana-(Ce), rabdofana-(La), rabdofana-(Nd), tristramita, smirnovskita, ardealita, brushita, churchita-(Y), farmacolita, churchita-(Nd), mcnearita, dorfmanita, sincosita, bariosincosita, catalanoïta, guerinita i ningyoïta.

## Formació i jaciments
Va ser descoberta a la mina Gabe Gottes, entre els municipis de Sainte-Marie-aux-Mines, Colmar i Ribeauvillé, al departament de l'Alt Rin (Gran Est, França). També ha estat descrita en altres indrets del país, així com a Àustria, la República Txeca, Alemanya, Irlanda, Anglaterra i els Estats Units.